# Kwartet saksofonowy
Kwartet saksofonowy – zespół złożony z czterech instrumentalistów grających na saksofonach:
- sopranowym lub altowym
- altowym
- tenorowym
- barytonowym

Kwartety saksofonowe wykonują zazwyczaj muzykę poważną albo jazzową.
Do znanych kwartetów należą:
- Aurelia Saxophone Quartett
- Trouviere Saxophone Quartett
- Berliner Saxophone Quartet
- Vienna Saxophone Quartet
- Saksofonarium

Muzykę jazzową i improwizowaną wykonują kwartety:
- World Saxophone Quartet
- Quartet from 24th street
- PRISM saxophone quartet